# Jungle Cruise
Jungle Cruise è un film del 2021 diretto da Jaume Collet-Serra e basato sull'omonima attrazione dei parchi Walt Disney.

## Trama
Nel XVI secolo, i conquistadores spagnoli viaggiano in Sud America alla ricerca delle lacrime della luna, un albero mitico i cui petali possono curare qualsiasi malattia, guarire qualsiasi ferita e annullare qualsiasi maledizione. Dopo che la maggior parte degli uomini muore nella giungla, i sopravvissuti vengono curati da una tribù locale usando i petali dell'albero. Quando si rifiutano di rivelare la posizione dell'albero, gli spagnoli distruggono il villaggio e come punizione sono condannati a non morire mai e a non poter mai lasciare la vista del fiume.
Nel 1916, la dottoressa Lily Houghton e suo fratello MacGregor dettagliano la ricerca di Lily sulle lacrime della luna a un'associazione di esploratori della Royal Society, spiegando che i petali potrebbero rivitalizzare la medicina e aiutare lo sforzo bellico britannico. Gli Houghton richiedono l'accesso a una punta di freccia recuperata dal dottor Albert Falls che Lily crede sia la chiave per localizzare l'albero. Quando l'associazione nega la loro richiesta, credendo che l'albero sia un mito e lei una scienziata non qualificata per unirsi ai loro ranghi, Lily ruba la punta della freccia evitando di poco il principe Joachim, un aristocratico tedesco che vuole anche lui l'albero per far vincere la guerra alla Germania.
In Sud America, Frank Wolff porta i turisti in crociere fluviali nella giungla, arricchendole con finti pericoli e barzellette banali. Quando il suo motore della barca viene sequestrato dall'uomo d'affari Nilo, che controlla quasi tutto il porto, tenta di riprenderselo. Colto in flagrante da Lily, Frank finge di essere Nilo e le dice con arroganza che le lacrime di luna sono un mito e che lei non sarà in grado di gestire i pericoli della giungla, ma cambia tono quando si accorge che Lily è in possesso della punta di freccia. L'inganno di Frank viene rivelato quando si presenta il vero Nilo, ma Lily assume comunque Frank dopo che lui ha offerto meno e combattuto  coraggiosamente un giaguaro selvaggio.
Frank, Lily e MacGregor partono sulla barca di Frank, ma vengono quasi intercettati da Nilo che tenta di riavere il suo motore, poi da mercenari assunti da Joachim per recuperare la punta di freccia e infine dal principe stesso, che li attacca per mezzo di un sottomarino tedesco. Dopo essere fuggiti, distruggendo mezzo porto e le navi, viene rivelato che il giaguaro, che poco prima li aveva spaventati, è in realtà l'animale domestico di Frank, Proxima, e Lily si chiede se ci si possa fidare di Frank.
Joachim individua i conquistatori maledetti, i cui corpi sono diventati di pietra a causa del loro viaggio troppo lontano dal fiume e sono stati infestati nel tempo da radici di alberi, serpenti e insetti. Joachim li libera deviando il fiume e si offre di aiutarli a spezzare la maledizione se lo aiutano a recuperare la punta della freccia.
Mentre Frank, Lily e MacGregor continuano lungo il fiume, MacGregor rivela a Frank che è stato quasi rinnegato dalla sua famiglia a causa della sua omosessualità, ma Lily è l'unica a essergli stata vicino, motivo per cui l'ha seguita. Irrompendo nella cabina di Frank, Lily trova foto e disegni di nuove invenzioni come l'automobile, ma scopre anche disegni della punta di freccia e ricerche sulle lacrime della luna. Lily accusa Frank di volere l'albero per sé, ma lui spiega che ha smesso di cercarlo molto tempo fa e credeva che non potesse essere trovato, svelando il suo desiderio mai realizzato di cambiar vita. Vengono attaccati da una tribù di "cannibali" che chiedono la punta di freccia, ma questo si rivela essere un altro inganno di Frank, che lavora con una tribù amichevole, e si scusa dicendo che non è stato in grado di annullare il piano, ma Lily lo respinge. Sam, la leader femminile della tribù e proprietaria del locale dove si sono incontrati all'inizio, traduce la scritta sulla punta della freccia, rivelando la posizione dell'albero, che fiorisce solo sotto una luna di sangue, Lily decide di proseguire da sola. I conquistadores attaccano e riescono a prendere la punta della freccia; Frank la recupera e la dà a Lily, ma viene trafitto al petto con una spada dal loro capo Aguirre. Lily scappa nel fitto della giungla in modo che gli spagnoli non possano seguirla: la giungla, infatti, li rispedisce vicino al fiume.
La mattina dopo, Lily scopre che Frank è miracolosamente sopravvissuto e rivela che il suo vero nome è Francisco ed è in realtà uno dei conquistatori maledetti, incapace di morire o lasciare il fiume, vero motivo per cui non può andarsene e che Sam e la tribù hanno sempre saputo. La spedizione per trovare l'albero era originariamente per la nobile causa di salvare la figlia malata di Aguirre, ma, quando i nativi furono attaccati dagli spagnoli, perché stanchi di aspettare, Frank cambiò schieramento per aiutare gli abitanti del villaggio, finendo però maledetto anche lui. Dopo anni di combattimenti, Frank intrappolò gli altri in una grotta lontana dal fiume. Avendo poi cercato l'albero per spezzare la sua maledizione, stanco di continuare a non morire, ma non fu in grado di trovarlo senza la punta della freccia.
MacGregor, ferito, rimane con Sam mentre Lily e Frank fanno l'ultimo viaggio verso l'albero. MacGregor viene catturato da Joachim e costretto a rivelare la posizione dell'albero. Frank, Lily, i tedeschi e gli spagnoli convergono tutti sull'albero, che inizia a fiorire sotto la luna di sangue. La luna passa velocemente facendo sbocciare e poi morire i petali: Lily riesce a recuperarne solo uno. Gli spagnoli uccidono i tedeschi e MacGregor uccide Joachim per sbaglio; Frank, inseguito dai suoi ex compagni, gli fa credere di avere il petalo (che in realtà ha dato al ragazzo prima di farlo scendere) e fa schiantare la sua barca per bloccare il fiume, trasformando se stesso e gli altri spagnoli in pietra. Lily usa il petalo per far rivivere Frank e spezzare la maledizione, scoprendo solo dopo che a causa di uno spostamento del chiaro di luna, c'è ancora un petalo rimasto che può servire per la sua ricerca.
Tornati nel Regno Unito, la società offre la piena adesione a Lily, che lei rifiuta. La donna mostra Londra a Frank e gli dà la sua prima lezione di guida nella sua auto, oltre a fare lei stessa una battuta banale, con a bordo Proxima.

## Produzione

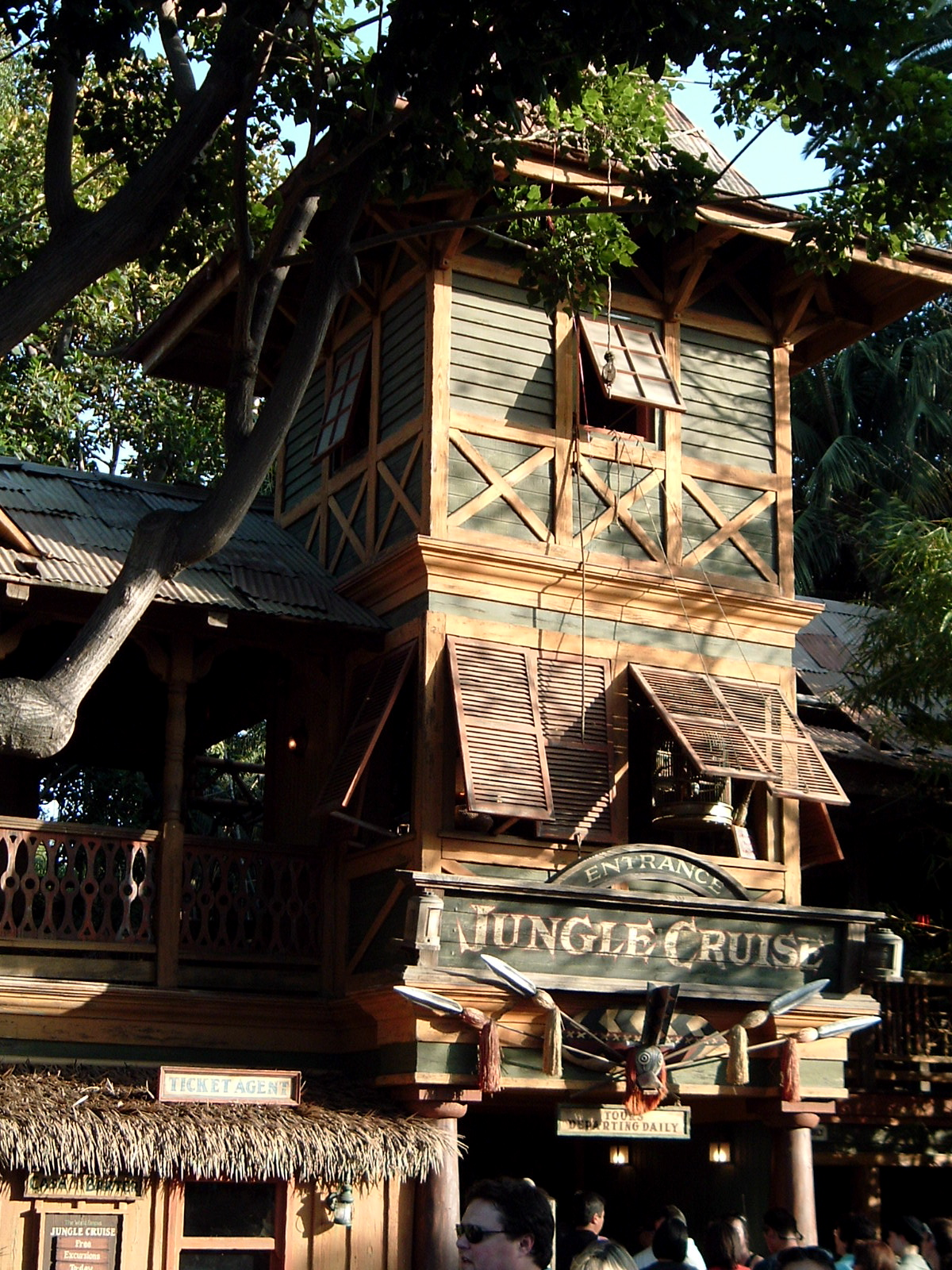
Ingresso all'attrazione Jungle Cruise a Disneyland, da cui il film trae diretta ispirazione

### Riprese
Le riprese principali del film sono iniziate il 14 maggio 2018 alle Hawaii. Si sono concluse il 14 settembre successivo.

### Budget
Il budget di produzione è stato di circa 200000000 $.

## Promozione
Il primo trailer è stato diffuso l'11 ottobre 2019, anche in lingua italiana.

## Distribuzione
Il film doveva essere distribuito nei cinema statunitensi dal 24 luglio 2020 e dal 12 agosto in quelli italiani, ma a causa della pandemia di COVID-19, è stato rimandato. Il 13 maggio 2021 è stato annunciato che la pellicola sarebbe stata distribuita al cinema il 28 luglio e sulla piattaforma di streaming Disney+ il 30 luglio 2021. Il film è stato inoltre presentato in anteprima italiana al Giffoni Film Festival il 26 luglio 2021.

## Riconoscimenti
- 2022 - Critics' Choice Super Awards [11]
  - Candidatura per il Miglior attore in un film d’azione a Dwayne Johnson
- 2022 - Visual Effects Society Awards [12]
  - Candidatura per Outstanding Animated Character in a Photoreal Feature a Alexander Lee, Claus Pedersen, Rasely Ma, Gary Wu (per Lope de Aguirre)
  - Candidatura per Outstanding Created Environment in a Photoreal Feature a Mark McNicholl, Frédéric Valleur, Hamish Beachman, Mark Wainwright (per Waterfall Canyon)
  - Outstanding Special (Practical) Effects in a Photoreal Project a JD Schwalm, Nick Rand, Robert Spurlock e Nick Byrd
- 2021 - E! People's Choice Awards [13]
  - Candidatura per il miglior film commedia
  - Star in un film del 2021 a Dwayne Johnson
  - Candidatura come Star in un film commedia del 2021 a Dwayne Johnson
  - Candidatura come Star in un film commedia del 2021 a Emily Blunt
- 2022 - Kids' Choice Award [14]
  - Candidatura per il miglior film
  - Candidatura per il Miglior attore cinematografico a Dwayne Johnson
  - Candidatura per il Miglior attrice cinematografico a Emily Blunt
- 2022 - Golden Trailer Awards [15]
  - Miglior digitale per un’avventura fantasy

- 2022 - BMI Film & TV Award
  - BMI Theatrical Film Awards a James Newton Howard

## Sequel
Dopo il fine settimana di uscita di Jungle Cruise, Dwayne Johnson ha annunciato che erano in corso discussioni con la Walt Disney Pictures per un sequel, che potrebbe rispondere a molte domande lasciate nel film. Il 30 agosto 2021, è stato riferito che Johnson e Blunt avrebbero dovuto riprendere i loro ruoli in una sceneggiatura. Michael Green sta sviluppando la sceneggiatura, con Jaume Collet-Serra che dovrebbe tornare come regista mentre John Davis, John Fox, Beau Flynn, Johnson, Dany Garcia e Hiram Garcia torneranno a produrre con Scott Sheldon come produttore esecutivo. Johnson ha successivamente confermato che un sequel era in fase di sviluppo il 31 agosto tramite un video pubblicato sul suo account Instagram ufficiale. Garcia ha condiviso che Johnson e Blunt hanno entrambi molte idee per esplorare più i loro personaggi nel sequel.